# Podleský rybník
Podleský rybník, někdy také Podlesek nebo Podlesák, se nachází mezi Dubčí a Uhříněvsí, v přírodním parku Říčanka. Podle seznamu rybníků v Praze je svojí rozlohou 14,14 ha i objemem 355 tisíc m3 druhým největším rybníkem v Praze (rozlohou je větší jen Počernický rybník, objemem Kyjský rybník). Jeho historie sahá až do 16. století.

## Historie
Název pochází od polohy „pod Velkým lesem“, který se kdysi rozkládal na severní straně rybníka a jehož zbytky byly vykáceny kolem roku 1870. Rybník byl dříve součástí rozsáhlé rybniční soustavy (cca 50 rybníků), vybudované pravděpodobně už na počátku 16. století a srovnatelné snad jen s jihočeskými rybníky Jakuba Krčína. Rybník byl původně průtočný, dnešní obtočný kanál podle levého břehu je pravděpodobně až z druhé poloviny 20. století.

## Popis
Rybník má tvar protáhlého trojúhelníku. V severozápadním cípu je výpust a bezpečnostní přeliv. U hráze dlouhé asi 200 m je několik památných dubů letních, další mohutný dub roste při pravém břehu Říčanského potoka pod mlýnem.
Původní Podleský mlýn byl funkční až do 50. let 20. století, v letech 2012–2013 byl zbořen a nahrazen novostavbou. Z původního objektu se dochovala pouze stodola z poloviny 19. století, stojící samostatně na západní straně. Celý objekt s pozemky pod hrází patří Výzkumnému ústavu živočišné výroby (VÚŽV), který tu provozuje experimentální farmu.
Za hrází východně od mlýna je malý, už nevyužívaný lůmek na štěrk z ordovického křemence ze začátku 20. století.
Zchátralé zbytky budovy u levého, jižního břehu rybníka jsou pozůstatkem vodárny z roku 1866, která kdysi dodávala vodu do uhříněveského cukrovaru.

## Využití

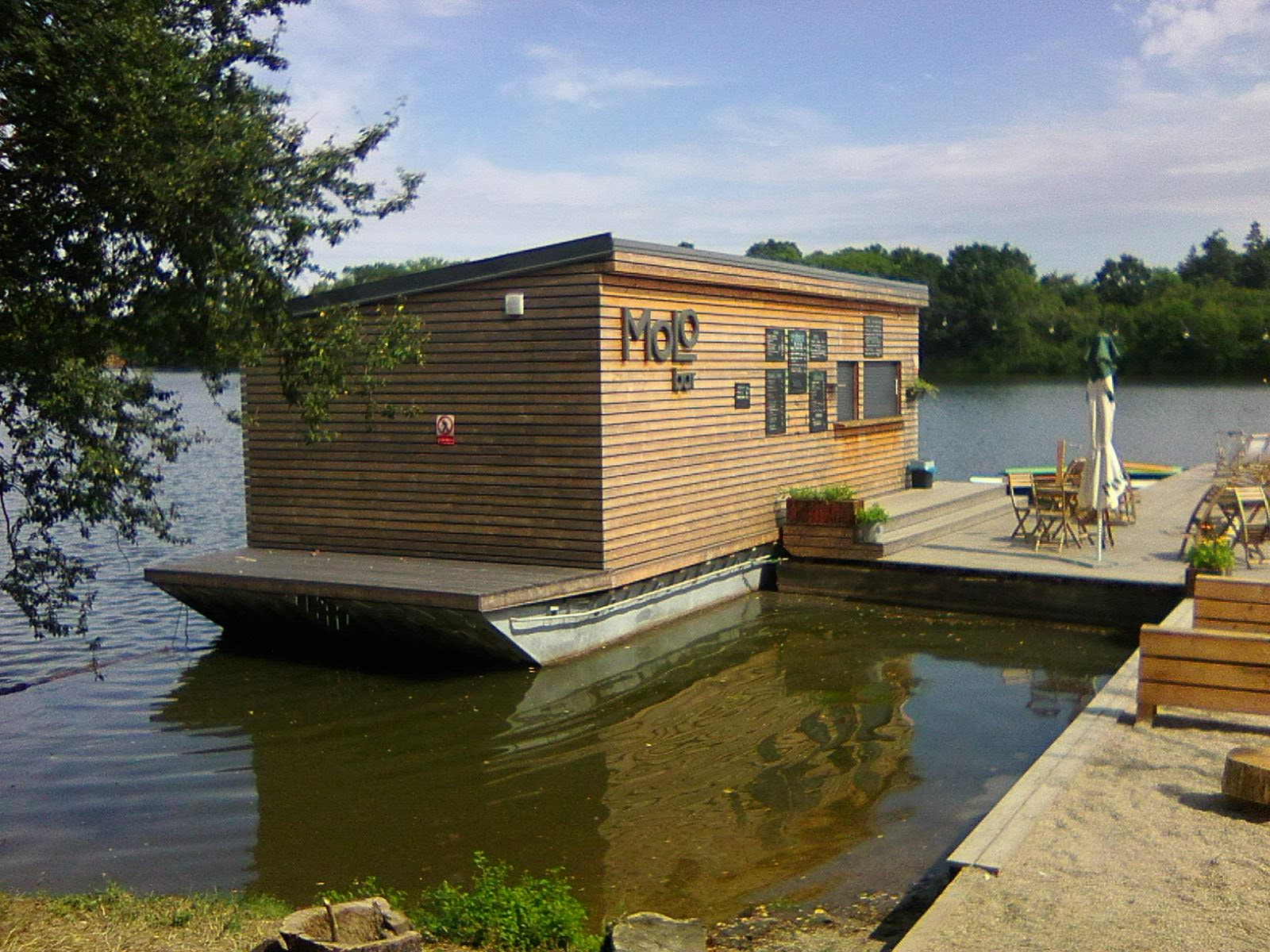
Obnovené molo říčních lázní

Roku 1919 byly u rybníka zřízeny říční lázně. Ke koupání jej údajně využíval i prezident T. G. Masaryk, protože se nacházel blízko jeho letního sídla na zámku Koloděje. V současné době je rybník turistickým cílem oblasti a oblíbeným místem i přes znečištěnou vodu.

## Turistická trasa
Kolem rybníka vede Naučná stezka Dubeč - Uhříněves a modrá turistická značená trasa 1003 z Uhříněvsi do Klánovic.

## Galerie

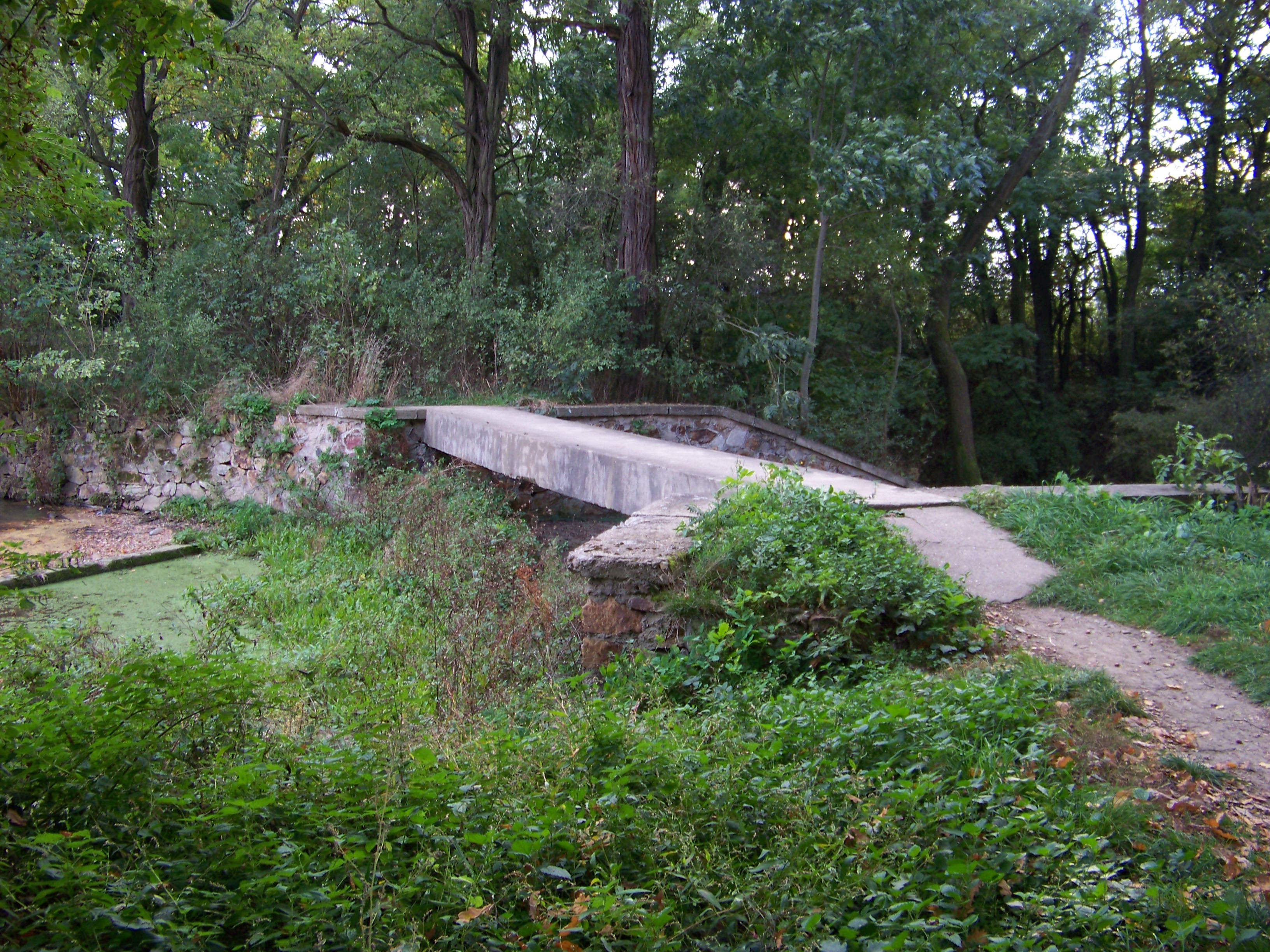
Lávka přes přepad
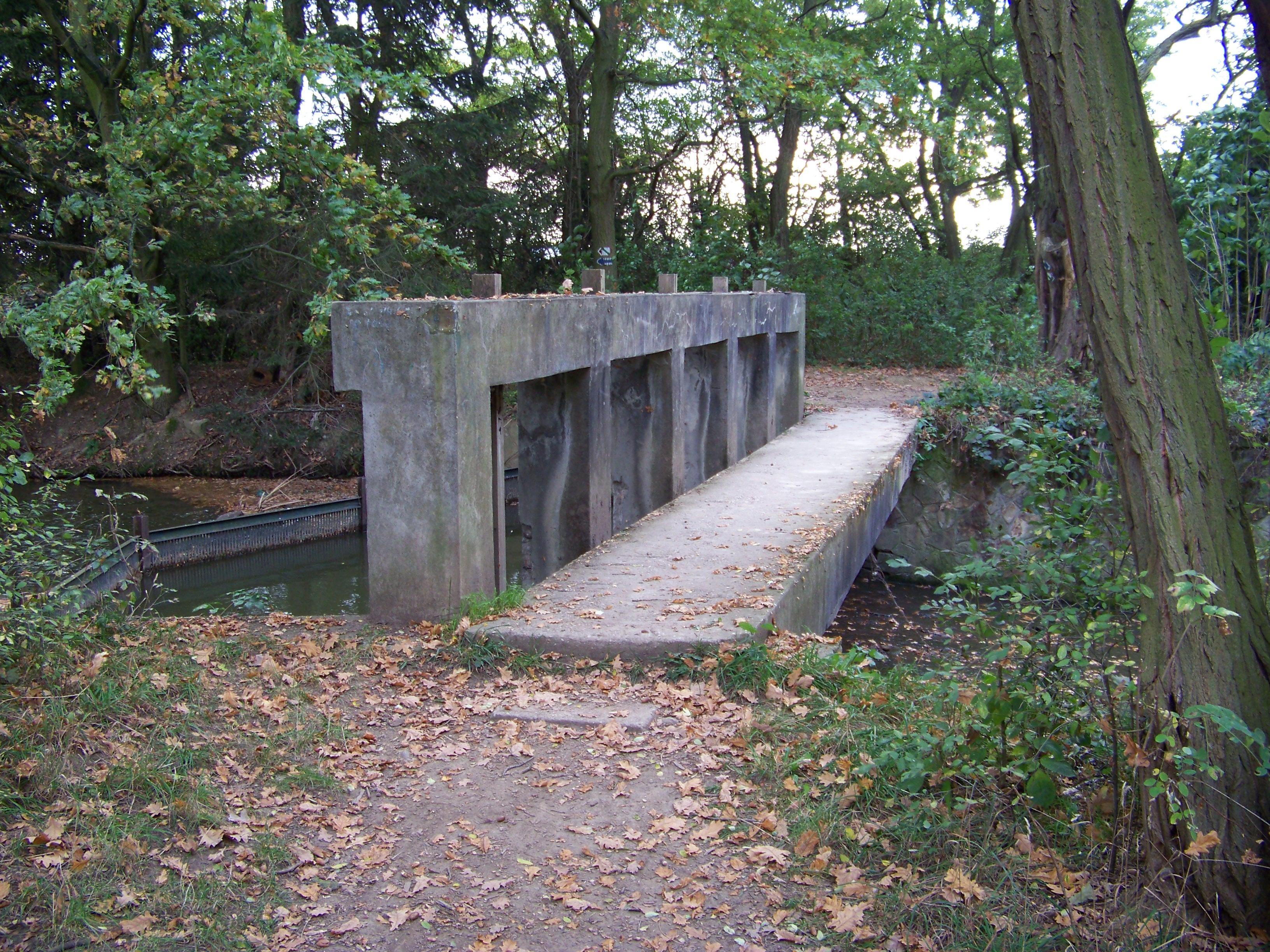
Lávka přes stavidlo
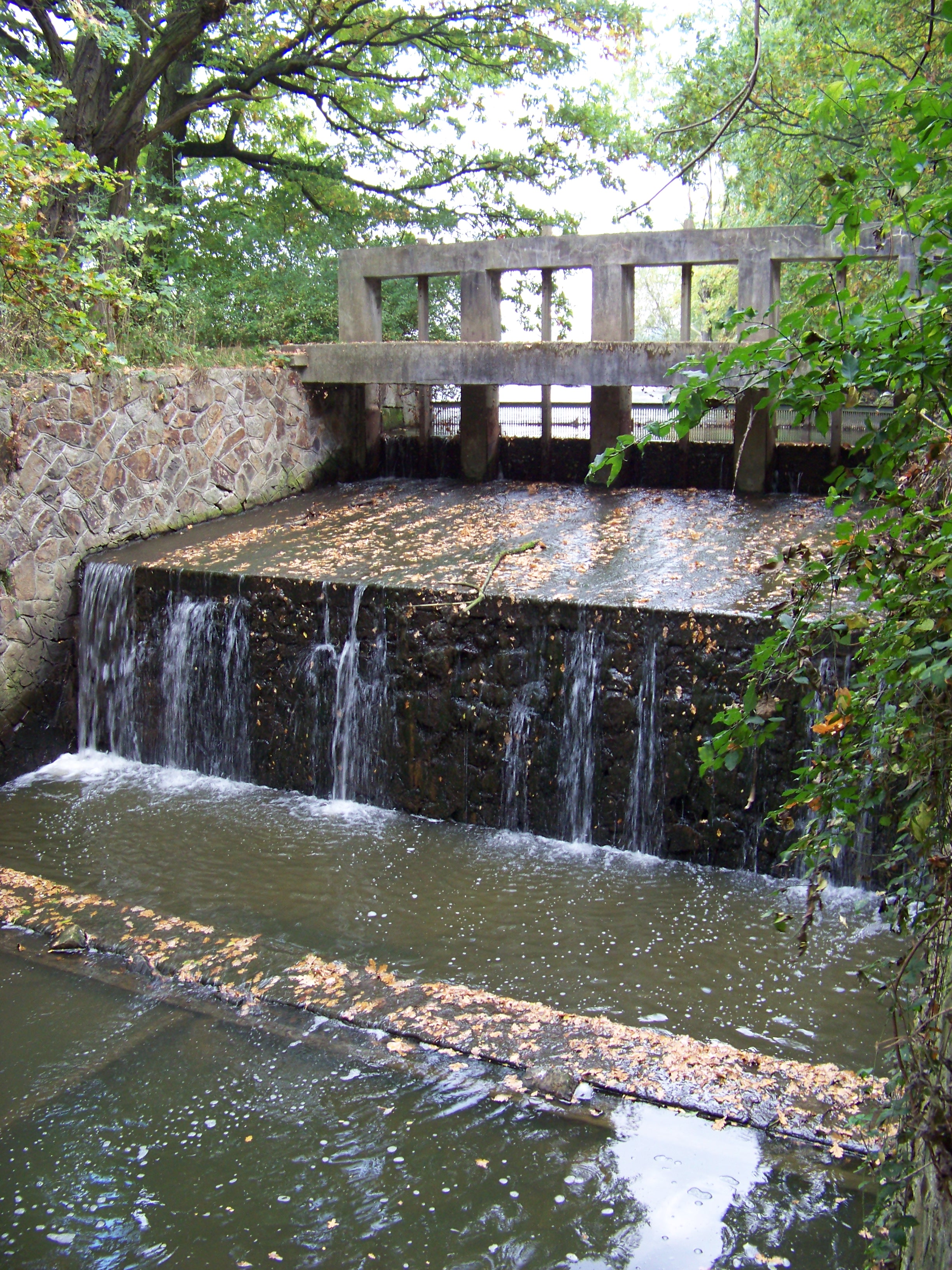
Výpusť
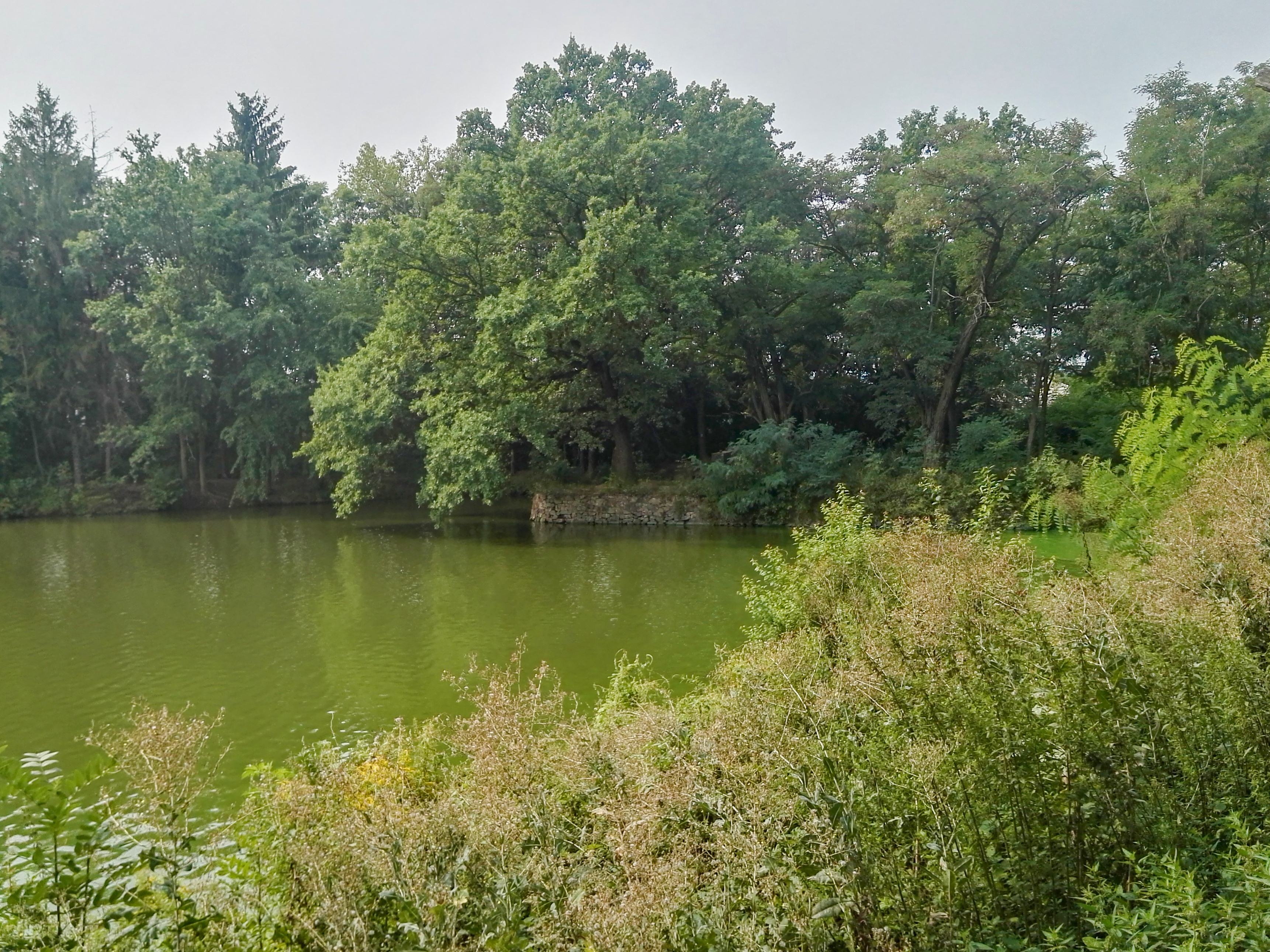
Kameny obložený výběžek s dubem na západním konci hráze
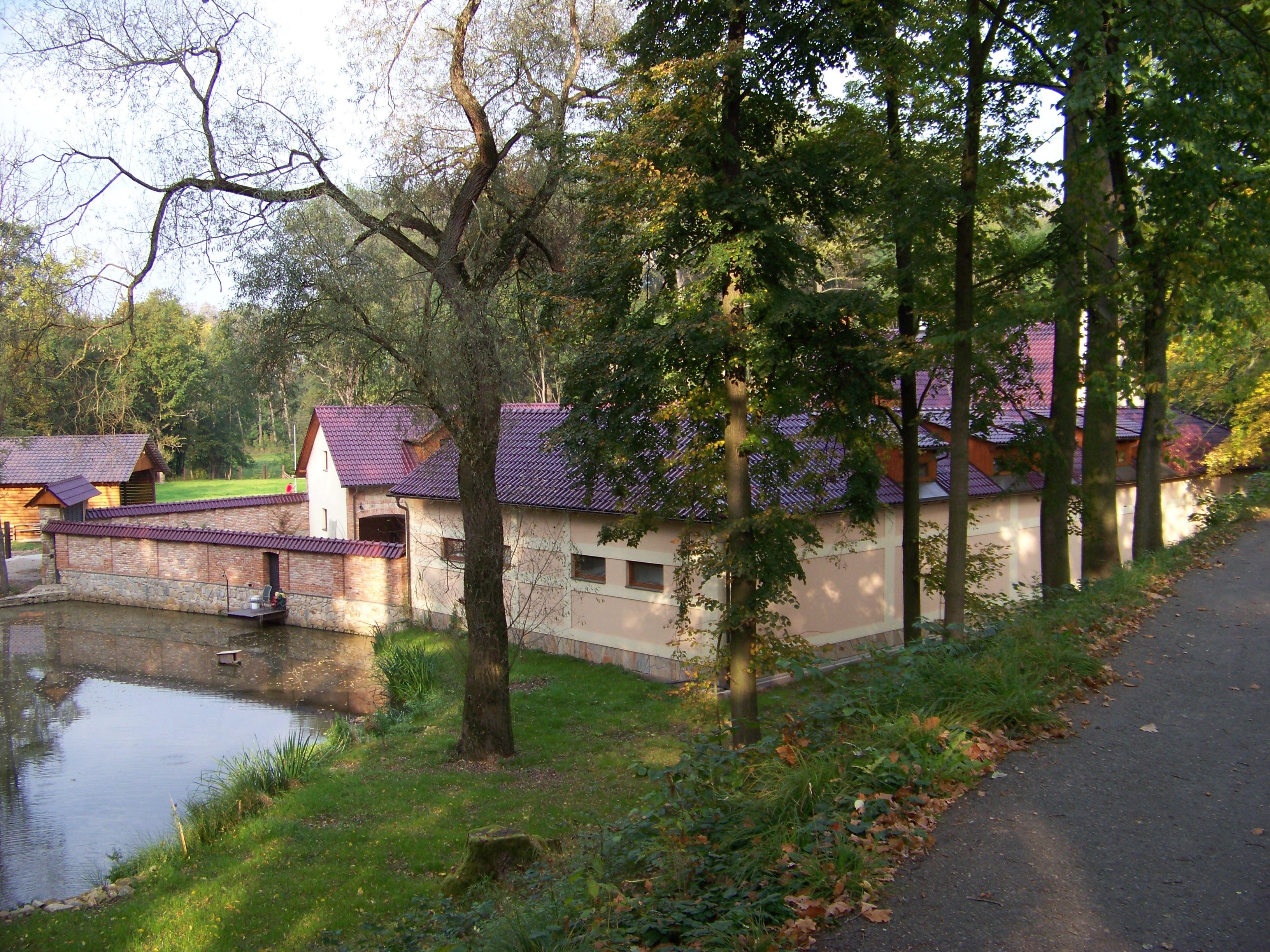
Nový Podleský mlýn
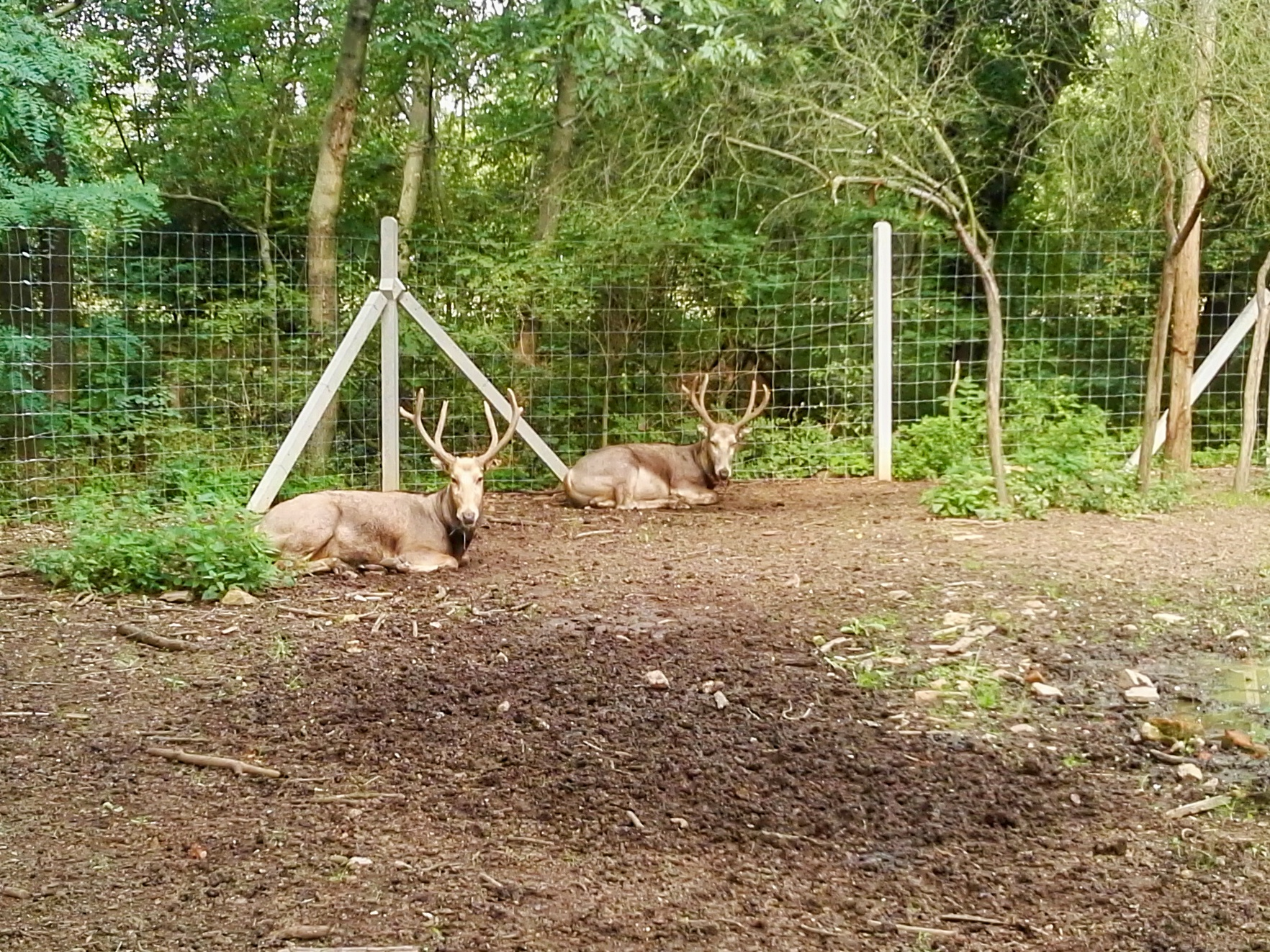
Podleský mlýn, chov jelenů na experimentální farmě
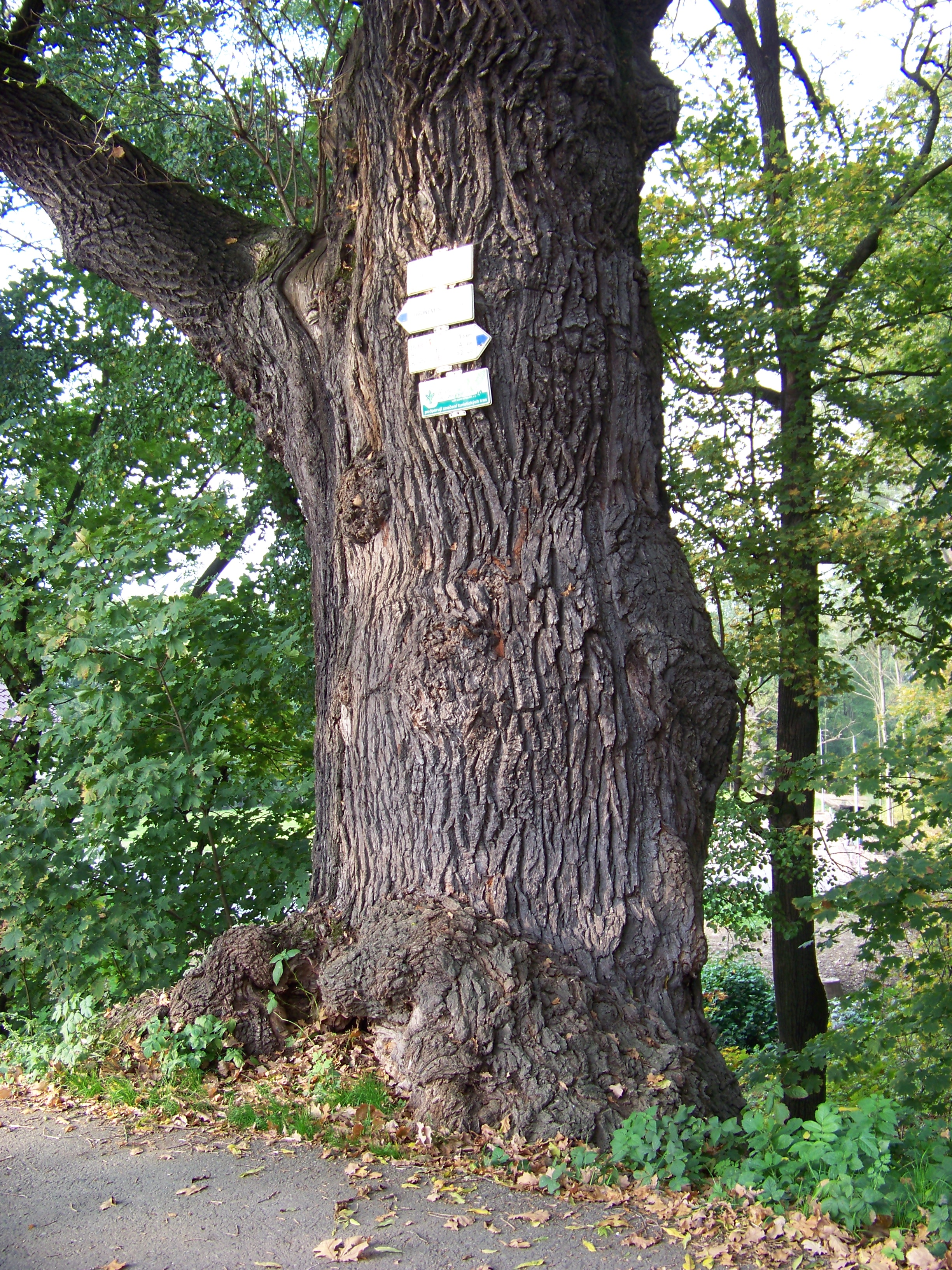
Dub s rozcestníkem
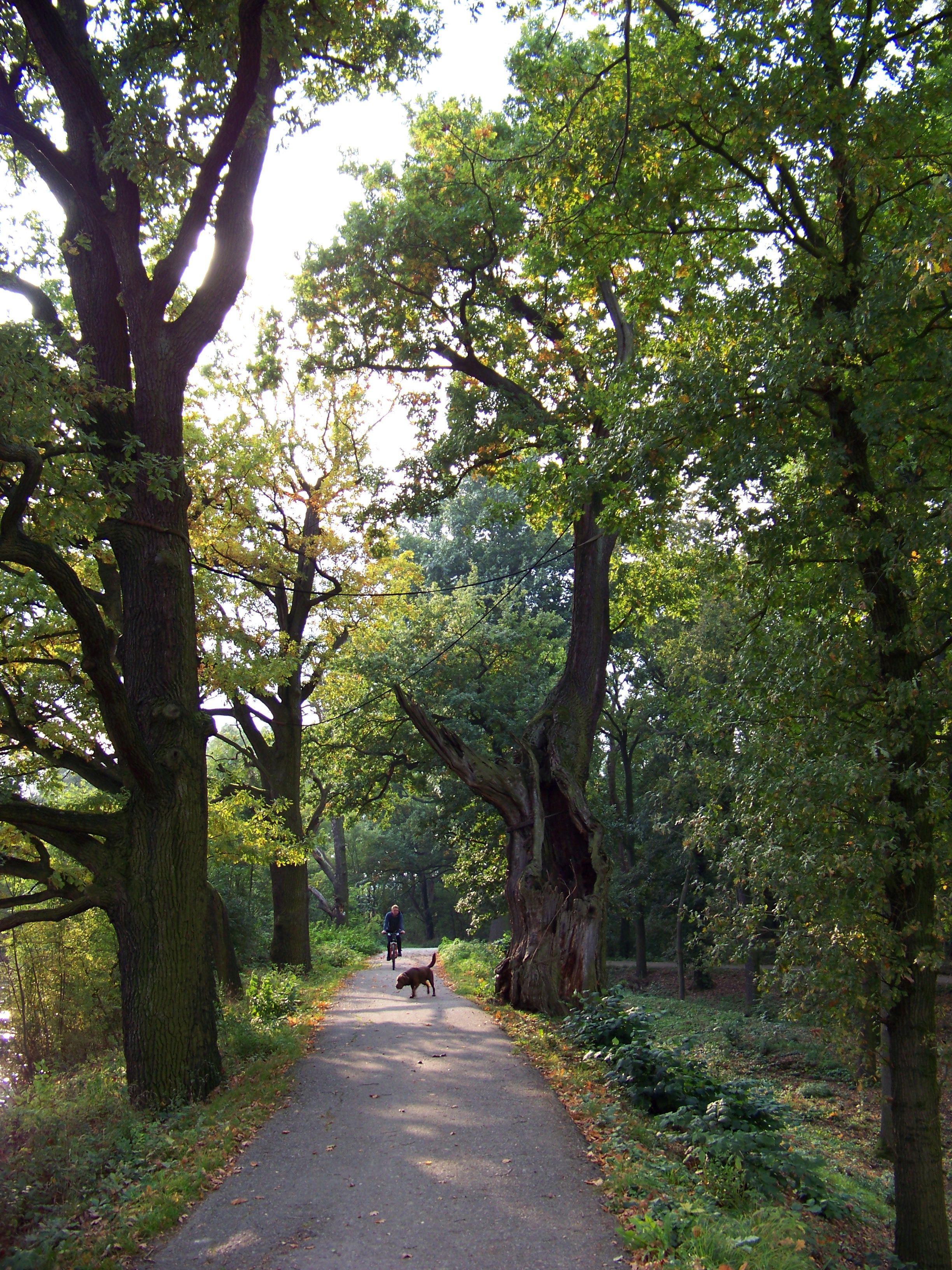
Cesta po hrázi
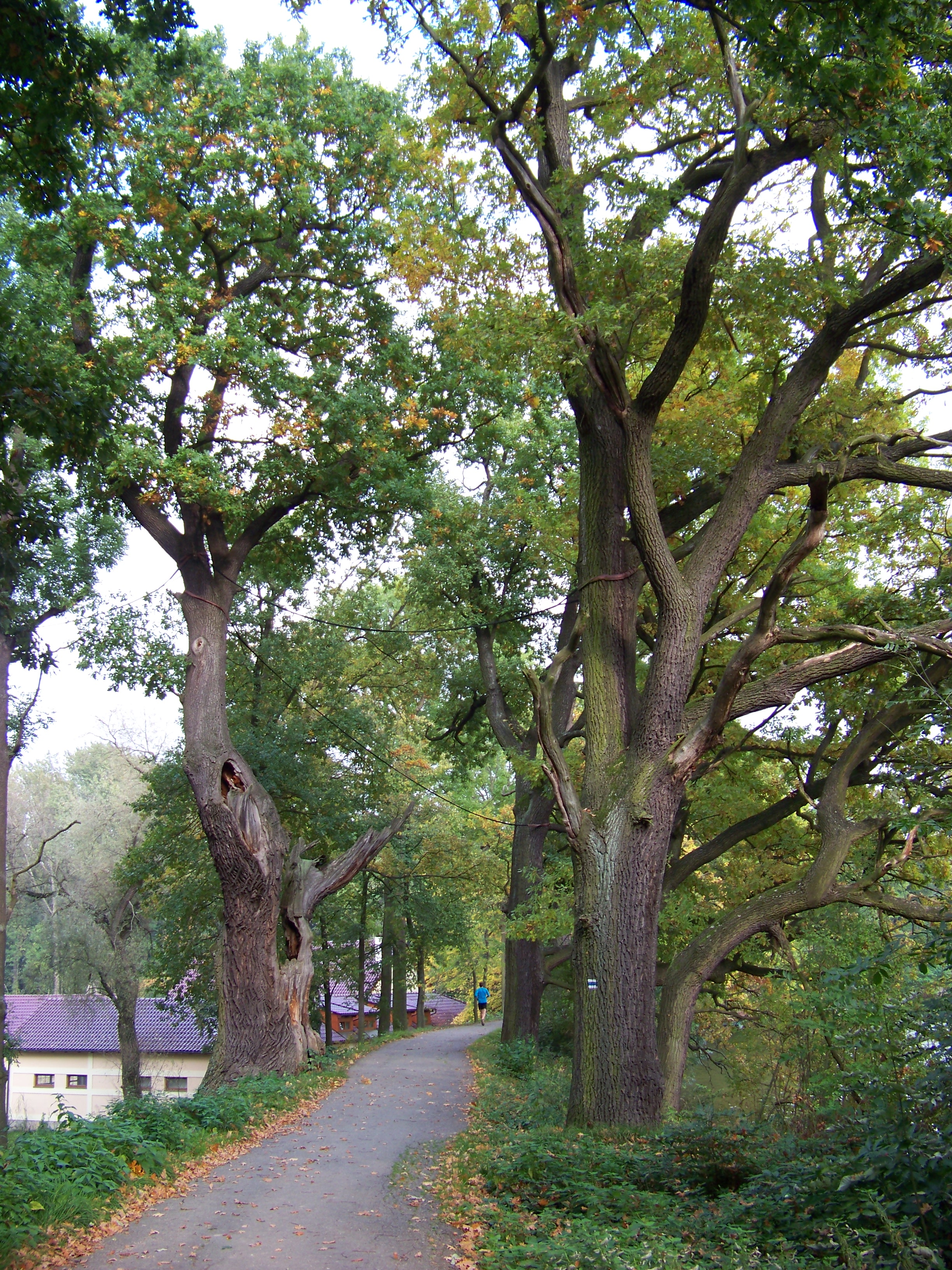
Cesta po hrázi
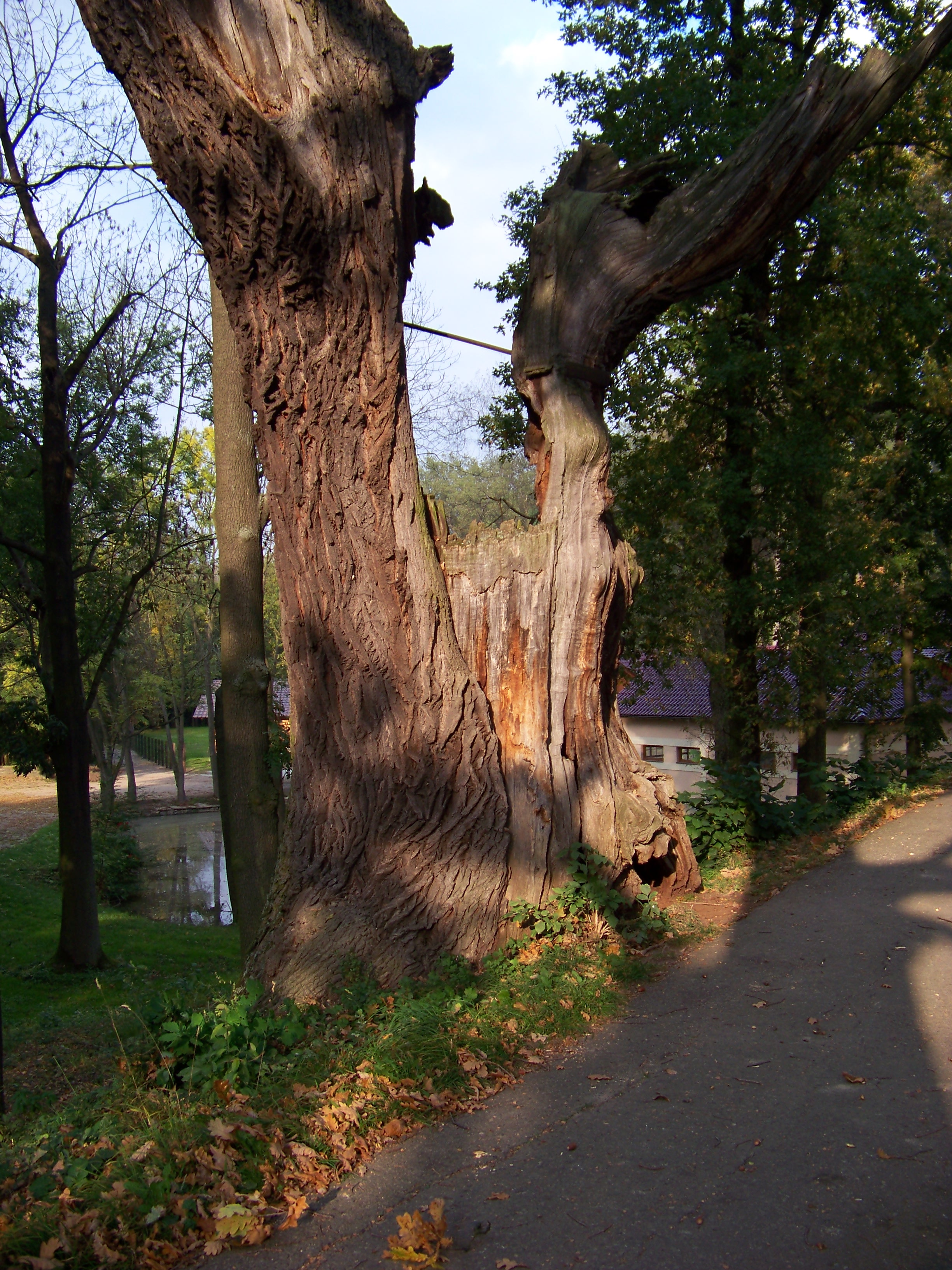
Jeden z dubů už je jen malebným torzem
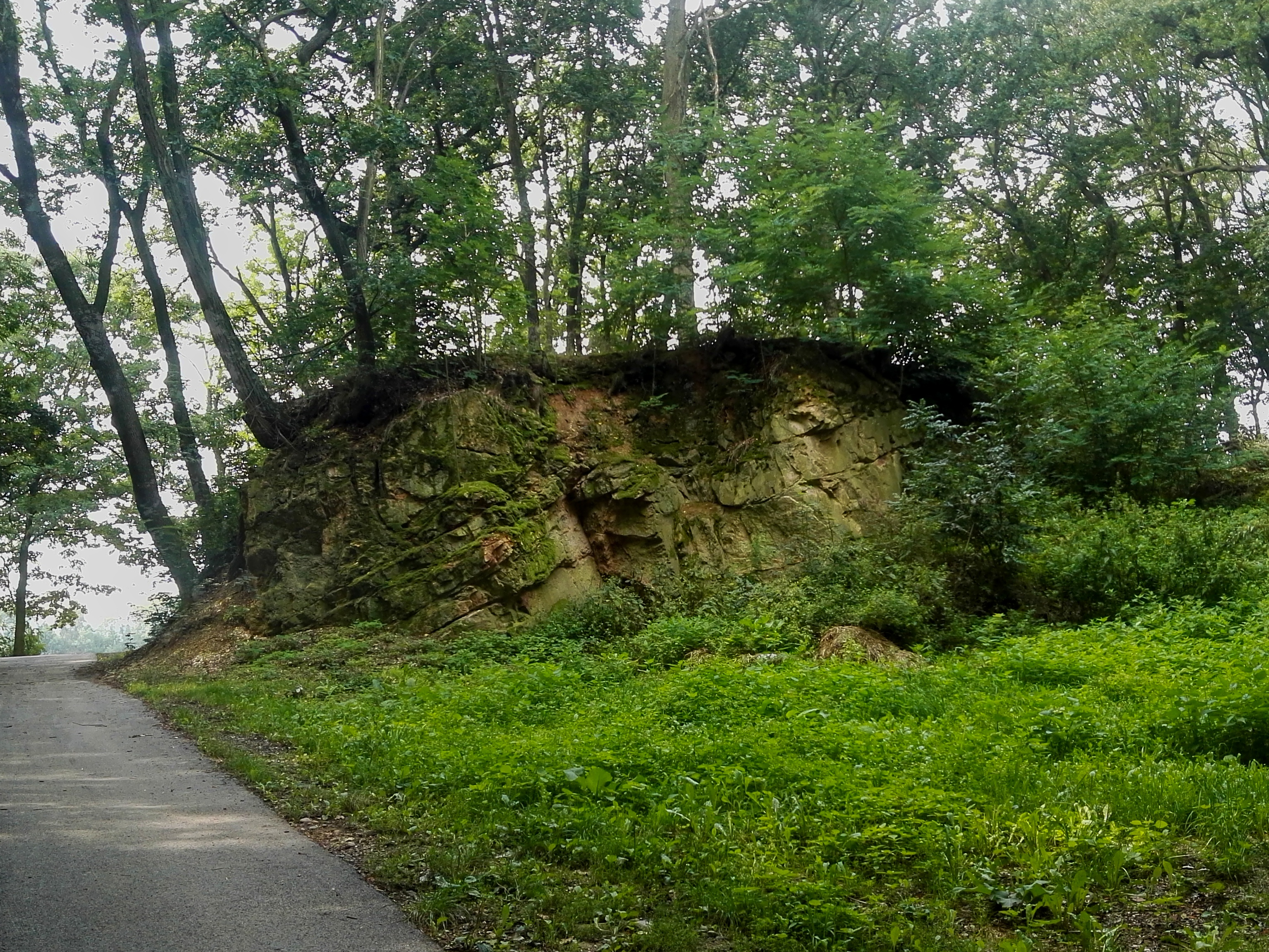
Bývalý lom na štěrk vedle hráze Podleského rybníka
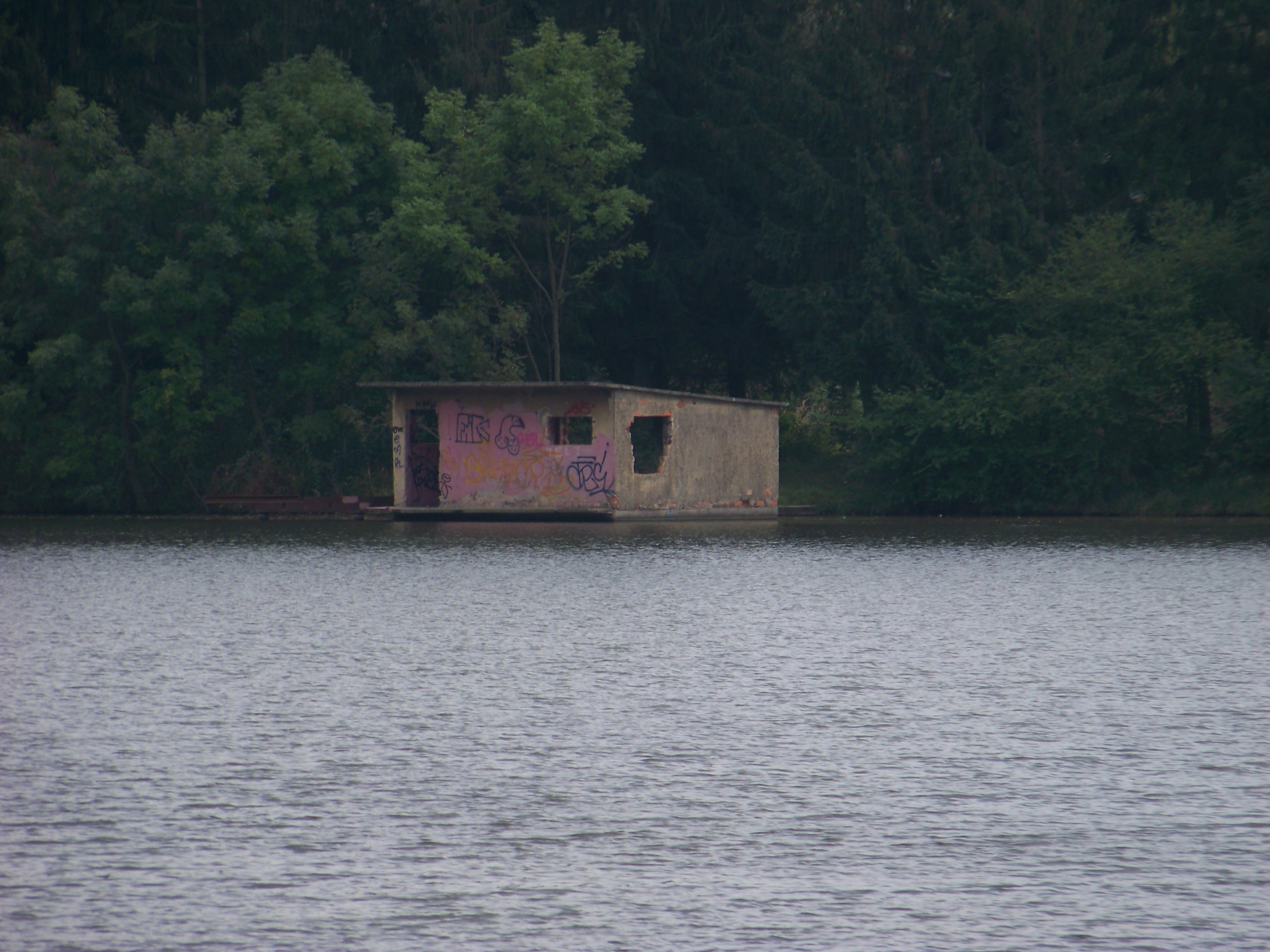
Bývalá vodárna u jižního břehu